# Instalco Intressenter
Instalco Intressenter AB är ett svenskt installationsföretag med säte i Stockholm med verksamhet inom elektricitet, vatten och avlopp, ventilation och kylteknik i Sverige, Norge och Finland. Gruppen omfattar ett 90-tal enskilda bolag med 3.900 anställda.
Instalcos aktier är sedan 2017 noterade på Stockholmsbörsens huvudlista.